# Generic Universal Role-Playing System
Generic Universal Role-Playing System (zkratka GURPS), tedy „Všeobecný univerzální systém her na hrdiny“ je univerzální a modulární systém RPG, použitelný pro hraní libovolného žánru, např. fantasy, sci-fi nebo historicky věrné simulace reality.

## Základní principy

### Postava
Síla postavy je určena jejím počtem bodů. Do začátku dostává každá nová postava startovací body, a postupně získává za dobrodružství další. Body musí rozdělit mezi:
- Atributy (Síla, Obratnost, Inteligence, Zdraví)
- Dovednosti (odvozené od atributů)
- Výhody (většinu lze získat jen při tvorbě postavy)
- Nevýhody (získává body pro jiné vlastnosti)
- Spojence, Patrony
- Ostatní (Zvláštnosti, vzhled, zvyky,…)

### Herní svět
Herní svět je určen podle „Úrovně technologie“, který určuje nejen technologické vymoženosti, ale také její sociální systém, zákony, pravidla náboženství a mnoho dalších rysů společnosti, včetně ekonomie. Ve hře má vliv na možnosti hráče mezi jednotlivými dobrodružstvími, na jeho zaměstnání a šanci si ho najít. Na rozdíl od většiny ostatních RPG systémů je tak řešena i činnost postavy mezi dobrodružstvím, jejíž délka se přepočítává podle reálného času mezi dobrodružstvími.